# Championnats de France de ski slopestyle
Les Championnats de France de ski slopestyle (l'une des 6 disciplines du ski acrobatique), sont une compétition créée par la Fédération française de ski (FFS).

## Organisation
Chaque année, une station française organise cette compétition. 
Chaque titre se dispute sur une épreuve unique. Des médailles d'or, d'argent et de bronze sont décernées aux trois premiers de chaque épreuve. Les skieurs étrangers qui participent aux courses  ne sont pas intégrés dans les classements spécifiques des championnats de France.
À l'occasion de ces championnats, des épreuves spécifiques sont organisées pour les catégories « jeunes ».

## Palmarès[1],[2]

### Hommes
| Année                                   | Station      | Or                  | Argent           | Bronze                 |
| Les données manquantes sont à compléter |              |                     |                  |                        |
| 2006                                    | La Plagne    | Guillaume Sbrava    | Sébastien Fouin  | Thomas Krief           |
| 2007                                    | Châtel       | Thomas Krief        | Kevin Rolland    | Xavier Bertoni         |
| 2008                                    | La Plagne    | Antoine Debeauvais  | Sébastien Fouin  | Joffrey Pollet-Villard |
| 2009                                    |              |                     |                  |                        |
| 2010                                    |              |                     |                  |                        |
| 2011                                    | Val Thorens  | Jessy Cornu         | Victor Berard    | David Bonneville       |
| 2012                                    | Val Thorens  | Victor Berard       | Maxence Gisin    | Nathan Gaidet          |
| 2013                                    | Val Thorens  | Victor Berard       | Antoine Adelisse | César Fabre            |
| 2014                                    | Val Thorens  | Jérémy Pancras      | Antoine Adelisse | Nathan Gaidet          |
| 2015                                    | Tignes       | Quentin Ladame      | Nathan Gaidet    | Théo Collomb-Patton    |
| 2016                                    | Val Thorens  | Axel Le Palabe      | Vincent Maharavo | Benoît Burrati         |
| 2017                                    | Font-Romeu   | Antoine Adelisse    | Benoît Burrati   | Vincent Maharavo       |
| 2018                                    | Font-Romeu   | Benoît Burrati      | Gaetan Carlier   | Vincent Maharavo       |
| 2019                                    | Avoriaz      | Nathan Pecqueur Col | Eliot Gorry      | Kaditane Gomis         |
| 2020                                    | non organisé | —                   | —                | —                      |
| 2021                                    | non organisé | —                   | —                | —                      |
| 2022                                    | Alpe d'Huez  | Timothé Sivignon    | Owen Branjonneau | Rémy Collomby          |
| 2023                                    | Tignes       | Alexis Ghisleni     | Timothé Sivignon | Noah Viande            |

### Femmes
| Année                                   | Station              | Or             | Argent         | Bronze                |
| Les données manquantes sont à compléter |                      |                |                |                       |
| 2006                                    | La Plagne            | Anna Seal      | Emma Arnol     | Oriane Berard         |
| 2007                                    | Châtel               |                |                |                       |
| 2008                                    | La Plagne            |                |                |                       |
| 2009                                    |                      |                |                |                       |
| 2010                                    |                      |                |                |                       |
| 2011                                    | Val Thorens          | Mégane Collomb | Emma Hogland   |                       |
| 2012                                    | Val Thorens          |                |                |                       |
| 2013                                    | Val Thorens          | Charlie Ledeux | Mégane Collomb | Manon Humbert-Ferrard |
| 2014                                    | Val Thorens          | Charlie Ledeux | Emilie Cruz    | Elisa Musquet         |
| 2015                                    | Tignes               | Tess Ledeux    | Anni Karava    | Lou Barin             |
| 2016                                    | Val Thorens          | Tess Ledeux    | Lou Barin      | Anni Karava           |
| 2017                                    | Font-Romeu           | Lou Barin      | Justine Cuoq   | Tess Ledeux           |
| 2018                                    | Font-Romeu           | Tess Ledeux    | Justine Cuoq   | Eleonore Ferrari      |
| 2019                                    | Avoriaz              | Tess Ledeux    | Lou Barin      | Bérénice Dode         |
| 2020                                    | non organisé         | —              | —              | —                     |
| 2021                                    | non organisé         | —              | —              | —                     |
| 2022                                    | Alpe d'Huez (annulé) | —              | —              | —                     |
| 2023                                    | Tignes (annulé)      | —              | —              | —                     |